# Valós történet
A Valós történet (eredeti cím: True Story) 2021-ben bemutatott amerikai bűnügyi drámasorozat, amelyet Eric Newman készített a Netflix számára. A hét epizódból álló minisorozat 2021. november 24-én jelent meg.

## Cselekmény
A világ egyik leghíresebb humoristája számára élet-halál kérdéssé válik egy philadelphiai turnéállomás.

## Szereplők
| Színész              | Szerep                          | Magyar hang          |
| -------------------- | ------------------------------- | -------------------- |
| Kevin Hart           | Kölyök                          | Csőre Gábor          |
| Wesley Snipes        | Carlton, Kid bátyja             | Galambos Péter       |
| Tawny Newsome        | Billie                          | Solecki Janka        |
| Paul Adelstein       | Todd                            | Kardos Róbert        |
| Will Catlett         | Herschel                        | Pataki Ferenc        |
| Chris Diamantopoulos | Savvas                          |                      |
| Billy Zane           | Ari                             | Szabó Sipos Barnabás |
| Lauren London        | Monyca                          | Mohácsi Nóra         |
| Ash Santos           | Daphne                          |                      |
| John Ales            | Nikos                           |                      |
| Theo Rossi           | Gene                            | Ágoston Péter        |
| Emmanuel Kabongo     | férfi (stáblistán nem szerepel) |                      |

Chris Hemsworth és Ellen DeGeneres is feltűnnek, önmagukat alakítva.

## Epizódok
| #  | Cím                                                                              | Rendező           | Író                                  | Premier            |
| -- | -------------------------------------------------------------------------------- | ----------------- | ------------------------------------ | ------------------ |
| 1. | 1. fejezet: A komédia királya (Chapter 1: The King of Comedy)                    | Stephen Williams  | Eric Newman                          | 2021. november 24. |
| 2. | 2. fejezet: Görög elvitelre (Chapter 2: Greek Takeout)                           | Stephen Williams  | Gladys Rodriguez                     | 2021. november 24. |
| 3. | 3. fejezet: Győztes kör (Chapter 3: Victory Lap)                                 | Stephen Williams  | Glenda L. Richardson Matthew Kellard | 2021. november 24. |
| 4. | 3. fejezet: Nekünk is együtt kéne lennünk (Chapter 4: We Should Be Together Too) | Hanelle Culpepper | Devon Shepard Cameron Litvack        | 2021. november 24. |
| 5. | 5. fejezet: (Nincs) harag (Chapter 5: Hard Feelings)                             | Hanelle Culpepper | JaNeika James JaSheika James         | 2021. november 24. |
| 6. | 6. fejezet: A családért bármit (Chapter 6: The Things You Do for Family)         | Hanelle Culpepper | Devon Shepard                        | 2021. november 24. |
| 7. | 7. fejezet: …mint Káin és Ábel (Chapter 7: …Like Cain Did Abel)                  | Hanelle Culpepper | Cameron Litvack                      | 2021. november 24. |

## A sorozat készítése
2020. december 9-én jelentették be, hogy Kevin Hart és Wesley Snipes lesz a főszereplője a Valós történet című sorozatnak. A sorozat megalkotója és vezető producere Eric Newman lett. A sorozat a televíziós dráma debütálása Hartnak, aki egyben vezető producere is, Charles Murray showrunnerrel, Stephen Williams rendezővel és Dave Beckyvel együtt. A sorozatot a Hartbeat Productions és a Grand Electric gyártotta. Caroline Currier, Mike Stein és Tiffany Brown koproducerként vettek részt az elkészítésében.
A sorozat bejelentésével egy időben Hart és Snipes is szerepet kapott. 2021 februárjában Tawny Newsome, Paul Adelstein, Will Catlett, Chris Diamantopoulos, Billy Zane, Lauren London, Ash Santos és John Ales csatlakozott a stábhoz. Theo Rossi egy hónappal később lett a szereplőgárda tagja.
A forgatás a tervek szerint 2021 januárjának végén kezdődött.